# Lorenzo Prestamero

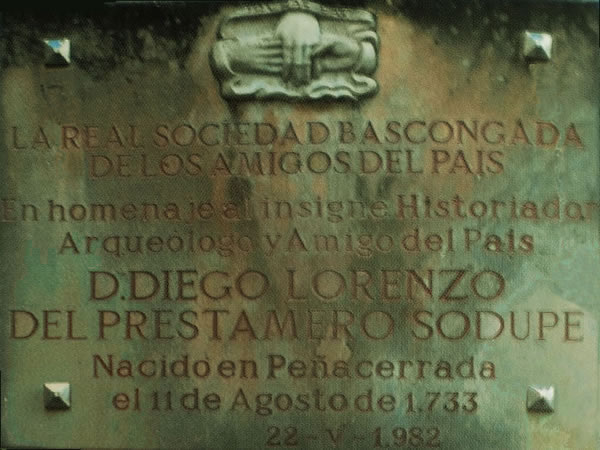
Placa Homenaje a Lorenzo Prestamero Peñacerrada (Álava) 1733 - Vitoria 1817 ILUSTRADO HUMANISTA ALAVÉS

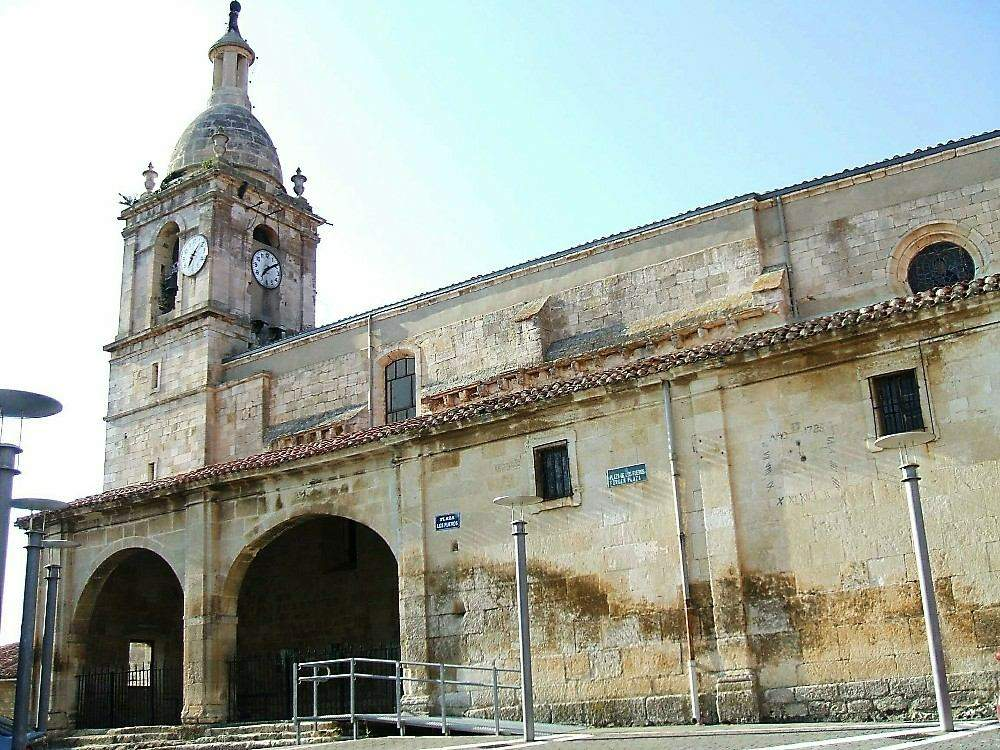
Iglesia de Peñacerrada (Álava)

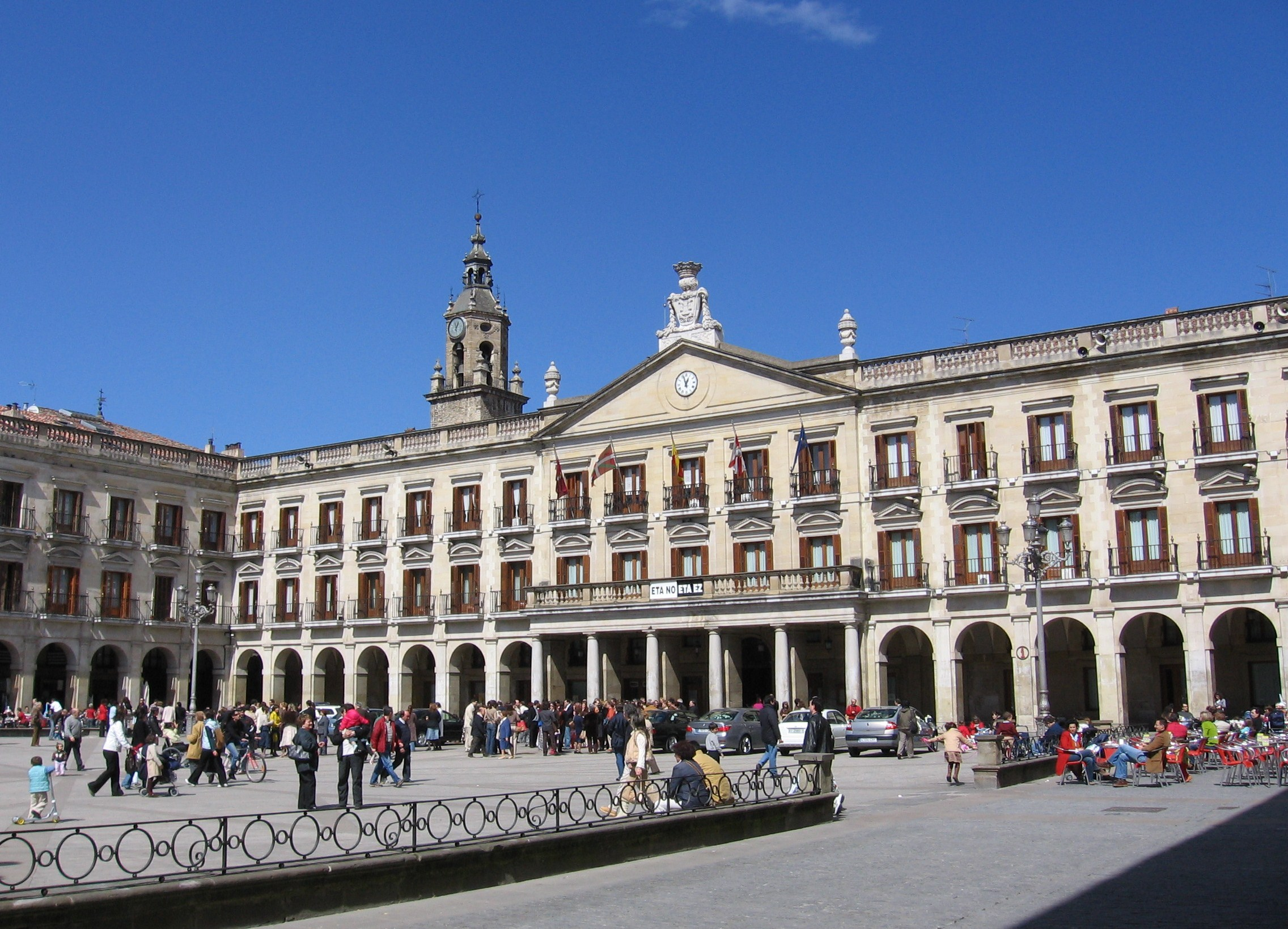
Plaza de España de Vitoria.

Diego Lorenzo del Prestamero y Sodupe (nació el 11 de agosto de 1733 en la villa de Peñacerrada y murió el 2 de febrero de 1817 en Vitoria). Así en realidad se llamaba Lorenzo Prestamero; escritor, naturalista, archivero, numismático, arqueólogo, eclesiástico; pero sobre todo ilustrado humanista alavés del Siglo de las Luces.
Estudió en el Colegio de San Prudencio de Vitoria gramática latina, filosofía y teología, para acabar sus estudios en Salamanca, con gran lucimiento.
En 1757 tomó la capellanía de Peñacerrada que pertenecía a su familia. En 1771 se fue a residir a Vitoria y fue nombrado socio de la Real Sociedad Bascongada de Amigos del País, profesor de la primera sección de agricultura y economía rústica; pero fueron las antigüedades históricas, la numismática, las artes plásticas, y muy especialmente el arte romano las que colmaron sus aficiones. Fue gran amigo y fiel servidor del marqués de la Alameda, pues ya en 1778 vivía en su casa, que jamás abandonó hasta su muerte.
Será Wilhelm von Humboldt insigne erudito alemán cofundador de la Universidad de Berlín, quien nos describía su carácter: “… es un espíritu liberal, carente de cumplidos, sólido, sin mayores pretensiones, uno de esos españoles antiguos especialmente bondadosos, y con mucho, menos egoísta y más amable que el principal de Bergara”.
Prestamero rico en conocimientos y dotado de privilegiado talento era pobre de fortuna, vivió atendiendo la administración de bienes ajenos, recompensando con largueza las mercedes de su amigo Ramón María de Urbina, marqués de Alameda al donarle el valioso tesoro de sus producciones, biblioteca y pequeño museo que desease.
En 1969 se le dedicó una calle en la Ciudad de Vitoria.

## Actividades en la Real Sociedad Bascongada de Amigos del País
En 1781 fue nombrado Subsecretario de la Real Sociedad con 4.400 reales de sueldo anual que disfrutó hasta 1790.
En 1785 enriqueció el monetario de la misma con 50 medallas y monedas de todo género y de las acuñaciones más raras.
En 1789 regaló a dicha Sociedad una moneda de oro del Rey Godo Recaredo y algunas de bronces de los municipios de España.
A la muerte del Marqués de Narros, en 1803 ocupó el cargo de Secretario de la Sociedad. Fue un entusiasta animador de esta sociedad con diversas iniciativas: Plan y ordenanzas de un Seminario para Señoritas en la ciudad de Vitoria, la Casa de Misericordia de Vitoria, intento de una publicación periódica de la Institución en 1782.
En 1810 presentó al Gobernador de Vizcaya la memoria referente a Álava de la dedicación que había tenido esta Institución sobre sus gentes, e impulsó su restauración, una novedosa forma de gobierno, y las nuevas ocupaciones en las que debía trabajarse.
En diciembre de 1816, faltando dos meses para su muerte, Lorenzo Prestamero sigue preocupándose por el estado de los documentos que aún quedaban en Vitoria de la Real Sociedad Bascongada de Amigos del País, como muestra la carta dirigida a José María de Murga por su amigo Ortés.

## Estudios referentes a la vía romana que desde Briviesca se dirige a Pamplona
En 1792 recorrió y estudió la famosa vía romana, e hizo una detallada descripción desde Briviesca hasta Ciordía (Navarra), primer pueblo de Navarra en la ruta viniendo de Álava, dejando copía en la Diputación de Álava. Habla de un camino militar que viniendo de Briviesca por Pancorbo, cruza el Ebro por Puentelarra, Comunión, Bayas, Arce, Estavillo, Burgueta, Puebla de Arganzón, Iruña, Margarita, Lermanda, Zuazo, Armentía, Arcaia, Ascarza, Argandoña, Gaceta, Alegría, Gaceo, Salvatierra, San Romàn, Ilarduia, Egino (último pueblo de Alava) entrando a Navarra por Ciordia, y corre por el valle del Arakil hasta Pamplona.
Además subraya la importancia de los monumentos antiguos, inscripciones y medallas para la historia. Se queja de los desaprensivos que en su ignorancia destrozan con pérdida de la memoria de hechos insignes para la gloria de la Nación y beneficio de los venideros; y asevera que "nosotros con mayor patrimonio que otras naciones lo despreciamos, frente a estas que lo ponderan y que de ello se sienten orgullosos".
Encuentra un miliario publicitario en Ircio (Burgos) correspondiente Póstumo (emperador); y enumera las mansiones de Vindeleia (entre Moriana y Bozo a la vista de Santa Gadea del Cid) Deobriga (Arce Miraperez), a pesar de haber cruzado el Ebro por Puentelarra, Beleia (Yacimiento de Iruña), Suesttatio (Armentia), Tullonio (Gaceta), más tarde dirá que está en Alegría de Álava, Alba (Albeniz); y termina diciendo que no esá en su ánimo el estudio de más allá de los límites de Álava. También realiza una breve descripción desde Calahorra hasta Briviesca, de la ruta que viniendo de Milán pasaba Zaragoza y se dirigía a Calahorra y Briviesca, hasta llegar a León.,

## Autor de una de las primeras guías de una ciudad española
Sin portada, ni portadilla “La Guía de Forasteros en Vitoria” fue escrita e impresa en 1792, su autor este insigne alavés, se anticipa a su tiempo con un recorrido por el patrimonio artístico de la ciudad de Vitoria. Su redacción tiene que ver los viajes que realizaron a esta ciudad entre otros Antonio Ponz, de camino hacia Francia y Europa en agosto de 1783, para relatar sus experiencias en una obra que recogería en dos tomos de su Viaje fuera de España, publicados dos años después; así mismo, Gaspar Melchor de Jovellanos, quien visitó la ciudad el 31 de agosto de 1791, haciendo referencia en su diario segundo al encuentro con Prestamero en Vitoria. Jovellanos se vuelve a encontrar con Prestamero seis años después en esta misma ciudad alavesa, interesado por los descubrimientos del de Peñacerrada, de la vía militar romana que viniendo de Galicia pasaba por Álava. Los diarios de Jovellanos fueron publicados en 1915.
El sabio filólogo, pedagogo y hombre de estado alemán Wilhelm von Humboldt, uno de los padres de la ciencia moderna e íntimo amigo de Goethe y Schiller, con 32 años visitó la ciudad de Vitoria. El 18 de octubre de 1799 pernoctó en la Venta Cayetano, en el camino de Vitoria a Miranda- En su manuscrito “Vasconia” publicado en 1843, dice sobre su estancia: “Mi guía fue don Lorenzo Prestamero” que le puso al corriente de sus obras y hace mención al pequeño folleto de la “Guía de Forasteros” con la que visitó Vitoria acompañado del alavés. Volvió en 1801 requiriendo a Prestamero como su cicerone.
El precedente de esta “Guía de Forasteros” fue la remota Guía y Avisos de Forasteros que vienen a la Corte editada en 1621 en Madrid por Antonio de Liñan y Verdugo, años más tarde en 1723 se editó el Kalendario Particular Guía de Forasteros en Madrid por iniciativa particular de Luis Félix de Miraval y Spínola, pero estas guías eran muy diferentes a la que el ilustrado alavés escribió pues trataban del anecdotario sin profundizar en las bellas artes, que la “Guía de Forastero en Vitoria” es ante todo el compendio de las tres artes que se dan en la ciudad: pintura, escultura y arquitectura.

## Participó en el contenido del Diccionario Geográfico Histórico (1802)
Por una carta fechada el 17 de enero de 1801, dirigida por Lorenzo Prestamero a la Real Academia de la Historia sabemos de su pasión por la Historia de España, pero creyendo ser más útil se ciño a la de Álava; así recogió noticias, documentos, antigüedades, que envió para su publicación.
En el prólogo del Diccionario Geográfico Histórico de España (Madrid. Viuda de Joaquín Ibarra. 1802), sección de Navarra y Provincias Vascongadas, consigna que el erudito alavés Lorenzo Prestamero, remitió las descripciones de treinta y seis hermandades de Álava, un camino romano que atravesaba esta provincia, copiando las muchísimas inscripciones que todavía se conservaban.
Fue nombrado “Correspondiente de la Real Academia de la Historia” por su dedicada afición al estudio de las antigüedades, su preciosa colección, celo patriótico del que había dado muestras en la Real Academia Vascongada le hicieron meritorio de esta distinción. Este diccionario contiene fragmentos referentes a Álava que Prestamero escribió literalmente y envió a la Real Academia de Historia.

## Sus obras
A pesar de haber apoyado la imprenta en Vitoria por medio de la Real Sociedad Bascongada de Amigos del País, Prestamero solo publicó la “Guía de Forasteros en Vitoria”, pero sabemos por Wilhelm von Humboldt de los manuscritos que le mostró al sabio prusiano:
- Una Etimología de los nombres de las diferentes localidad de lengua vasca.
- Una Tabla Demográfica con la producción de grano que se cosechaba anualmente.
- Una Descripción completa de algunas Hermandades de la Provincia de Álava.
- Una Descripción semejante de todos los conventos de la provincia, junto con sus noticias históricas.
- Una Copia de los Derechos o Fueros de aquellos lugares que pudo conseguir.
- Una Descripción Botánica y Mineralógica de la Provincia de Álava.
- Dos Tomos con inscripciones antiguas y actuales de la Provincia de Álava.
- Un estudio sobre la Vía Romana que antaño cruzaba la provincia y cuyos rastros a lo largo de la misma había seguido Prestamero.